# Mireille Lagacé
Mireille Lagacé (* 8. Juni 1935 in Saint-Jérôme, Québec) ist eine kanadische Cembalistin, Organistin, Pianistin und Musikpädagogin.

## Leben und Wirken
Lagacé studierte in Montreal  Klavier bei Germaine Malépart, Orgel bei Conrad Letendre und Musiktheorie bei Gabriel Cusson. Als Stipendiatin der Provinz  Québec nahm sie 1956 Orgelunterricht bei Anton Heiller in Österreich. Von 1957 bis 1962 setzte sie ihr Cembalo- und Orgelstudium bei ihrem Ehemann Bernard Lagacé fort. 1959 war sie Preisträgerin der John-Robb Organ Competition in Montreal. 1962 gewann sie Preise bei den Orgelwettbewerben in München und Genf, und 1965 war sie unter den Finalisten des Cembalowettbewerbs in Genf.
1964 gründete Lagacé das Ensemble Couperin-le-Grand. Als Cembalo- und Orgelsolistin gab sie Konzerte in Kanada, den USA und Westeuropa. 1977 gewann sie den Victor M. Lynch-Staunton Award des Canada Council. Für das Label Calliope nahm sie 1978 große Teile des Cembalowerkes Johann Sebastian Bachs auf. Mehrere zeitgenössische Komponisten widmeten ihr Werke, so Jean Papineau-Couture (Dysarchie) und Jean Lesage (Thanatopsis), und seit 1988 trat sie auch als Pianistin öffentlich auf.
Daneben war Lagacé stets als Musikpädagogin aktiv. Sie unterrichtete von 1967 bis 1972 Orgel an der Universität Montreal und von 1970 bis 1980 Cembalo am New England Conservatoy in Boston. Ab 1973 unterrichtete sie Cembalo und Barockmusik am CMM (Conservatoire de musique du Québec à Montréal). Daneben gab sie zwischen 1964 und 1974 Sommerkurse für Barockmusik am Musikzentrum der Canadian Amateur Musicians/Musiciens amateurs du Canada(CAMMAC), Cembalokurse bei den Choate Music Seminars in Wallingford, Connecticut (1970–80) und am JMC Orford Art Centre (1974–80), Orgelkurse an der Académie d'orgue de St-Dié in Frankreich sowie Meisterklassen in Kanada, den USA und in Europa. Auch ihre Kinder Geneviève und Éric Lagacé wurden als Musiker bekannt.